# Myocarditis
Myocarditis is een ontsteking van het myocard (het hartspierweefsel).
De ontsteking kan worden veroorzaakt door virussen, bacteriën, schimmels of parasieten zoals Trypanosoma cruzi (ziekte van Chagas) maar kan ook idiopathisch zijn (een onbekende oorzaak hebben). Virusinfecties zijn verreweg de meest voorkomende oorzaak van myocarditis . Maar ook sommige op mRNA gebaseerde vaccins zoals, Elasomeran, (ook bekend als het Moderna-vaccin) en Tozinameran (ook bekend als het Pfizer-vaccin), kunnen myocarditis veroorzaken. Myocarditis op zichzelf hoeft geen verschijnselen te geven maar kan wel een oorzaak zijn van hartfalen met alle consequenties van dien (ademnood enz.). Ook hartritmestoornissen kunnen als gevolg van myocarditis optreden.
Bij SARS-CoV-2 zijn er ook gevallen van myocarditis vermeld.